# Bulimulus rugiferus
Bulimulus rugiferus је пуж из реда Stylommatophora и фамилије Orthalicidae. 

## Угроженост
Подаци о распрострањености ове врсте су недовољни.

## Распрострањење
Ареал врсте је ограничен на Еквадор, тачније на острвску скупину Галапагос у Пацифику. 